# Górecko
Górecko [pronunciación en polaco: /ɡuˈrɛt͡skɔ/] (Anteriormente alemán Alt Gurkowsch-bruch) es un pueblo ubicado en el distrito administrativo de Gmina Zwierzyn, dentro del Condado de Strzelce-Drezdenko, Voivodato de Lubusz, en Polonia occidental. Se encuentra aproximadamente a 6 kilómetros al sur de Zwierzyn, a 11 kilómetros al sur de Strzelce Krajeńskie, y a 23 kilómetros al este de Gorzów Wielkopolski.
Antes de 1945, el área fue parte de Alemania.